# Srpski crkveno-narodni sabor (Vojvodina)
Od 1690. do 1912. godine u Ugarskoj narodno predstavništvo pravoslavnih Srba su bili Crkveno-narodni sabori. U početku radi reguliranja vjerske i prosvjetne autonomije srpskog naroda, ovi sabori vremenom zauzimaju i političku ulogu kao organ mađarskih Srba i značajno mjesto u nacionalnoj borbi srpskog naroda za opstanak. U vrijeme revolucija, ono je predstavničko tijelo uzdignute Srpske Vojvodine. U početku kao organ prvenstveno pod primatom Crkve, postaje izborni i evoluira u potpunu političku narodnu skupštinu. 
Prvotno vođeni za sve Srbe Prečane (uključujući i iz Hrvatske, Slavonije i cijele Vojne krajine), narodno-crkveni sabori vrlo brzo postaju centralni organ isključivo vojvođanskih Srba. Ukupno je bilo 47 saziva srpskih crkveno-narodnih sabora, od 1690. do 1911. godine.

## Povijest
Na crkveno-narodnom saboru održanom u Beogradu 8. srpnja 1690. godine, Leopold I., car Svetog Rimskog Carstva je proglašen srpskim kraljem, a od njega je zatraženo da pravoslavnoj crkvi prizna ista prava koja je uživala za vrijeme osmanske vlasti.